# Meunasah Teungoh (Nurussalam)
Meunasah Teungoh is een bestuurslaag in het regentschap Aceh Timur van de provincie Atjeh, Indonesië. Meunasah Teungoh telt 764 inwoners (volkstelling 2010).